# Microregione di Macapá
Macapá è una microregione dello Stato dell'Amapá in Brasile, appartenente alla mesoregione di Sul do Amapá.

## Comuni
Comprende 8 municipi:
- Cutias
- Ferreira Gomes
- Itaubal
- Macapá
- Pedra Branca do Amapari
- Porto Grande
- Santana
- Serra do Navio